# Паралельна машина з довільним доступом
В інформатиці, паралельна машина з довільним доступом (англ. PRAM — паралельна рівнодоступна адресна машина) є абстрактною машиною з розділюваною пам'яттю. З назви можна зрозуміти, що PRAM було задумано як паралельно-обчислювальну аналогію до RAM-машини. RAM-машина використовується розробниками послідовних-алгоритмів для моделювання алгоритмічної продуктивності (наприклад, трудомісткості), а PRAM використовується розробниками паралельних алгоритмів для моделювання паралельної алгоритмічної продуктивності (наприклад, трудомісткості, де кількість процесорів, як правило, відома).[джерело?]
Подібно до того, як модель RAM нехтує практичними питаннями, такими як час доступу до кеш-пам'яті в порівнянні з основною пам'яттю, модель PRAM нехтує такими питаннями, як синхронізація і комунікація, але забезпечує будь-яку кількість процесорів (в залежності від розміру проблеми). Вартість алгоритму, наприклад, оцінюється за допомогою двох параметрів O (часу) і O (час × кількість_процесорів).

## Конфлікти зчитування / запису
Конфлікти зчитування / запису з одночасним доступом до однієї і тієї ж самої комірки пам'яті вирішуються однією з наступних стратегій:
1. Ексклюзивне зчитування, ексклюзивний запис — доступ до комірки пам'яті для зчитування або запису може мати тільки один процес в певний проміжок часу;
2. Паралельне зчитування, ексклюзивний запис — кілька процесорів можуть читати певну комірку пам'яті, але тільки один може виконати запис в цей час;
3. Ексклюзивне зчитування, паралельний запис — кілька процесорів можуть виконати запис в певну комірку пам'яті, але тільки один може виконати зчитування в цей час;
4. Паралельне зчитування, паралельний запис — кілька процесорів можуть зчитувати і записувати. PRAM використовуючу дану стратегію іноді називають паралельною машиною з довільним доступом.[1]

Ексклюзивні зчитування не мають ніяких розбіжностей, але паралельні записи додатково визначається як:
Загальні — всі процесори записують певне значення; інші випадки недопустимі. 
Довільні — тільки одна довільна спроба успішна, інші відхиляються. 
Пріоритетні — ранг процесору вказує на те, хто буде записувати інший вид операції редукції масиву, наприклад SUM, логічні AND чи MAX.

Є кілька спрощень припущення, які були зроблені при розгляді розробки алгоритмів для PRAM:
1. Немає обмежень на кількість процесорів в машині.
2. Кожна комірка пам'яті рівномірно доступна з будь-якого процесору.
3. Немає обмеження на кількість спільно використовуваної пам'яті в системі.
4. Конфлікти ресурсів відсутні.
5. Програми, написані на цих машинах, зазвичай, припадають до типу SIMD (один потік команд, багато потоків даних).

Такі алгоритми корисні для розуміння експлуатації паралелізму. Розділивши основну задачу на подібні підзадачі можна вирішувати їх паралельно. Введення формальної моделі 'P-RAM " в 1979 році на дисертації Віллі мала на меті кількісний аналіз паралельних алгоритмів в порівнянні з аналогічною машиною Тюрінга. Аналіз був зосереджений на моделі програмування MIMD (багато потоків команд, багато потоків даних) з використанням моделі паралельних зчитувань, ексклюзивних записів. Але аналіз показав, що більшість варіантів, в тому числі варіантів реалізації моделі паралельних зчитувань, паралельних записів і варіантів реалізації на машині SIMD (один потік команд, багато потоків даних), були можливі тільки з постійними накладними витратами.

## Реалізація
Алгоритми PRAM не можуть бути розпаралелені за допомогою комбінації CPU і динамічної пам'яті з довільним доступом (DRAM), тому що DRAM не допускає одночасного доступу; але вони можуть бути реалізовані на апаратних засобах зчитування / запису до внутрішньої статичної оперативної пам'яті з довільним доступом (SRAM) блоків програмованої користувачем вентильної матриці (FPGA), це може бути зроблено за допомогою алгоритму паралельного зчитування, паралельного запису.
Проте, тест на практичну значимість алгоритмів PRAM (або RAM) залежить від того, чи їх вартість забезпечує модель ефективної абстракції деякого комп'ютера; структура цього комп'ютера може бути зовсім іншою, ніж структура абстрактної моделі. Знання шарів програмного забезпечення та апаратних засобів, виходять за рамки даної статті. Але такі статті, як Vishkin (2011) демонструють, як PRAM подібні абстракції можуть бути підтримані явною багатопоточністю (XMT) парадигми і такі статті, як Caragea & Vishkin (2011) показують, що алгоритм PRAM для максимального потоку завдань може забезпечувати сильне прискорення по відношенню до найшвидшої серійної програми для тієї ж задачі.

## Приклад коду
Це приклад SystemVerilog коду, який знаходить максимальне значення в масиві всього лиш за 2 такти. Він порівнює всі комбінації елементів в масиві на першій тактовій частоті, і зливає результат з другою тактовою частотою. Він використовує пам'ять паралельного зчитування, паралельного запису;
m[i] <= 1 and maxNo <= data[i] записуються одночасно. Паралелізм не викликає ніяких конфліктів, тому що алгоритм гарантує, що те ж саме значення записується в цій же комірці пам'яті. Цей код може бути запущений на FPGA обладнанні.
```
module
 
FindMax
 
#(
parameter
 
int
 
len
 
=
 
8
)

                
(
input
 
bit
 
clock
,
 
resetN
,
 
input
 
bit
[
7
:
0
]
 
data
[
len
],
 
output
 
bit
[
7
:
0
]
 
maxNo
);

    
typedef
 
enum
 
bit
[
1
:
0
]
 
{
COMPARE
,
 
MERGE
,
 
DONE
}
 
State
;

                    

    
State
 
state
;

    
bit
 
m
[
len
];

    
int
 
i
,
 
j
;

    

    
always_ff
 
@(
posedge
 
clock
,
 
negedge
 
resetN
)
 
begin

        
if
 
(
!
resetN
)
 
begin

            
for
 
(
i
 
=
 
0
;
 
i
 
<
 
len
;
 
i
++
)
 
m
[
i
]
 
<=
 
0
;

            
state
 
<=
 
COMPARE
;

        
end
 
else
 
begin

            
case
 
(
state
)

                
COMPARE:
 
begin

                    
for
 
(
i
 
=
 
0
;
 
i
 
<
 
len
;
 
i
++
)
 
begin

                        
for
 
(
j
 
=
 
0
;
 
j
 
<
 
len
;
 
j
++
)
 
begin

                            
if
 
(
data
[
i
]
 
<
 
data
[
j
])
 
m
[
i
]
 
<=
 
1
;

                        
end

                    
end

                    
state
 
<=
 
MERGE
;

                
end

                

                
MERGE:
 
begin

                    
for
 
(
i
 
=
 
0
;
 
i
 
<
 
len
;
 
i
++
)
 
begin

                        
if
 
(
m
[
i
]
 
==
 
0
)
 
maxNo
 
<=
 
data
[
i
];

                    
end

                    
state
 
<=
 
DONE
;

                
end

            
endcase

        
end

    
end

endmodule

```